# Carex toyoshimae
Carex toyoshimae là một loài thực vật có hoa trong họ Cói. Loài này được Tuyama mô tả khoa học đầu tiên năm 1935.